# Agacão II
Agacão II, nascido Aga Ali Xá (em persa: آقا علی شاه; romaniz.: Aqa Ali Shah;  Mahallat, Irão, 1830 – Pune, Índia, Agosto de 1885) era filho de Agacão I e seu sucessor com a sua morte em 1881. Foi o segundo imame dos ismailitas nazaritas a usar este título.
Como neto do Xá do Irão, Fate Ali Xá, Aga foi educado na corte mas, com a queda em desgraça de seu pai como governador da província de Carmânia, foi levado por sua mãe para o Iraque, onde prosseguiu os seus estudos, chegando a ser considerado um expoente em filosofia religiosa.
Na década de 1840, Aga voltou para a Pérsia, onde assumiu algumas das responsabilidades de seu pai mas, em 1853 juntou-se a ele em Bombaim, onde o apoiava nas suas tarefas. Com a morte do pai, em 1881, tornou-se o Agacão II e continuou as boas relações que seu pai tinha estabelecido com os dominadores britânicos; por essa razão, foi nomeado como membro do Conselho Legislativo da Índia.
Aga continuou e desenvolveu também a criação de cavalos de corrida iniciada por seu pai em Bombaim e que continua até hoje a ser uma das marcas dos agacãos. O seu sucessor foi o seu filho Maomé Xá com a sua segunda esposa, Nauabe Alia Xamçul-Muluque, que era neta do Xá da Pérsia, Fate Ali Xá.